# ولسوالی خاک سفید
خاک سفید یکی از ولسوالی‌های ولایت فـَراه در باختر افغانستان است. جمعیت این ناحیه نزدیک به ۳۴،۶۰۰ نفر اعلام شده‌است.
ولسوالی خاک سفید در ۴۸ کیلومتری شمال شهر فراه موقعیت دارد که از ۷۶ روستا تشکیل گردیده‌است. این ولسوالی که ۲۹ هزار تن باشنده دارد؛ با ولسوالی ادرسکن هرات هم‌مرز می‌باشد.

## مردم
ساکنین ولسوالی خاک سفید تماما از اقوام پشتون اسحاقزي ونورزی (گرگ) بوده که به زبان پشتو تکلم میکنند.